# Amblyomma imitator
Amblyomma imitator är en fästingart som beskrevs av Glen M. Kohls 1958. Amblyomma imitator ingår i släktet Amblyomma och familjen hårda fästingar. Inga underarter finns listade i Catalogue of Life.